# Bartho Pronk
Bartholomeus (Bartho) Pronk (ur. 28 września 1950 w Hadze) – holenderski polityk, działacz związkowy, urzędnik, deputowany do Parlamentu Europejskiego (1989–2004).

## Życiorys
Ukończył w 1975 studia prawnicze na Uniwersytecie w Utrechcie, odbył następnie staż w Komisji Europejskiej. W tym samym roku został dyrektorem ds. międzynarodowych w Christelijk Nationaal Vakverbond (chrześcijańskim związku zawodowym). W 1976 powołano go w skład Komitetu Ekonomiczno-Społecznego. Obie te funkcje pełnił do 1989.
W 1989 z ramienia Apelu Chrześcijańsko-Demokratycznego (CDA) objął wakujący mandat posła do Parlamentu Europejskiego III kadencji. W 1994 i 1999 z powodzeniem ubiegał się o reelekcję na IV i V kadencję. Należał do grupy chadeckiej, pracował m.in. w Komisji Zatrudnienia i Spraw Socjalnych. W PE zasiadał do 2004.
Później do 2006 był wiceprezesem holenderskiego stowarzyszenia emerytalnego i dyrektorem zarządzającym spółki prawa handlowego, po czym został zatrudniony w strukturze Komisji Europejskiej jako doradca Viviane Reding.
Odznaczony Orderem Oranje-Nassau.